# Daiju Sasaki
Daiju Sasaki (født 17. september 1999) er en japansk fodboldspiller, som spiller for den japanske fodboldklub Palmeiras.